# Eutaenia borneensis
Eutaenia borneensis là một loài bọ cánh cứng trong họ Cerambycidae.